# Campeonato Mundial de Curling Masculino de 2023
El LXV Campeonato Mundial de Curling Masculino se celebró en Ottawa (Canadá) entre el 1 y el 9 de abril de 2023 bajo la organización de la Federación Mundial de Curling (WCF) y la Federación Canadiense de Curling.
Las competiciones se realizaron en la TD Place Arena de la capital canadiense.
Los jugadores de Rusia fueron excluidos de este campeonato debido a la invasión rusa de Ucrania.

## Tabla de posiciones
| Pos | Equipo          | G  | P  | G–P |
| --- | --------------- | -- | -- | --- |
| 1   | Suiza           | 11 | 1  | –   |
| 2   | Escocia         | 10 | 2  | 1–0 |
| 3   | Noruega         | 10 | 2  | 0–1 |
| 4   | Canadá          | 9  | 3  | 1–0 |
| 5   | Suecia          | 9  | 3  | 0–1 |
| 6   | Italia          | 8  | 4  | –   |
| 7   | Japón           | 5  | 7  | 1–0 |
| 8   | Estados Unidos  | 5  | 7  | 0–1 |
| 9   | Alemania        | 4  | 8  | –   |
| 10  | República Checa | 3  | 9  | –   |
| 11  | Turquía         | 2  | 10 | –   |
| 12  | Corea del Sur   | 1  | 11 | 1–0 |
| 13  | Nueva Zelanda   | 1  | 11 | 0–1 |

## Cuadro final
|  | Clasif. a semifinales | Clasif. a semifinales |         |   | Semifinales | Semifinales  |              |        | Final  | Final |  |
|  |                       |                       |         |   |             |              |              |        |        |       |  |
|  |                       |                       |         |   |             |              |              |        |        |       |  |
|  |                       |                       |         |   |             |              |              |        |        |       |  |
|  |                       |                       |         |   |             |              |              |        |        |       |  |
|  |                       |                       |         |   |             |              |              |        |        |       |  |
|  |                       | Suiza                 | 5       |   |             |              |              |        |        |       |  |
|  |                       |                       | 5       |   |             |              |              |        |        |       |  |
|  |                       |                       | Canadá  | 7 |             |              |              |        |        |       |  |
|  | Canadá                | 9                     | Canadá  | 7 |             |              |              |        |        |       |  |
|  | Canadá                | 9                     |         |   |             |              |              |        |        |       |  |
|  | Suecia                | 1                     |         |   |             |              |              |        |        |       |  |
|  | Suecia                | 1                     |         |   |             |              |              | Canadá | 3      |       |  |
|  |                       |                       |         |   |             |              |              | Canadá | 3      |       |  |
|  |                       |                       | Escocia | 9 |             |              |              |        |        |       |  |
|  |                       |                       | Escocia | 9 |             |              |              |        |        |       |  |
|  |                       |                       |         |   |             |              |              |        |        |       |  |
|  |                       |                       |         |   |             |              |              |        |        |       |  |
|  |                       | Escocia               | 9       |   |             | Tercer lugar | Tercer lugar |        |        |       |  |
|  |                       |                       | 9       |   |             | Tercer lugar | Tercer lugar |        |        |       |  |
|  |                       |                       | Italia  | 8 |             |              |              |        |        |       |  |
|  | Noruega               | 4                     | Italia  | 8 |             |              | Suiza        | 11     |        |       |  |
|  | Noruega               | 4                     |         |   |             |              | Suiza        | 11     |        |       |  |
|  | Italia                | 8                     |         |   |             |              |              |        | Italia | 3     |  |
|  | Italia                | 8                     |         |   |             |              |              |        | Italia | 3     |  |
|  |                       |                       |         |   |             |              |              |        |        |       |  |

## Medallistas
| Evento    | Oro                                                                        | Plata                                                                               | Bronce                                                                  |
| --------- | -------------------------------------------------------------------------- | ----------------------------------------------------------------------------------- | ----------------------------------------------------------------------- |
| Masculino | Escocia Bruce Mouat Grant Hardie Robert Lammie Hammy McMillan Kyle Waddell | Canadá · Bradley Gushue · Mark Nichols · Eric Harnden · Geoff Walker · Ryan Harnden | Suiza · Benoît Schwarz · Yannick Schwaller · Sven Michel · Pablo Lachat |